# Clara Murtas
Clara Murtas (Cagliari, 19 gennaio 1950) è una cantante e attrice italiana.

## Biografia
Inizia la sua carriera nel mondo dello spettacolo a Cagliari sua città natale dove lavorò con il gruppo teatrale CIT, il cui nome attuale è Teatro di Sardegna. 
Nei primi anni '70 si trasferisce a Roma e partecipa all’esperienza dell’avanguardia teatrale romana. Nel 1972, in collaborazione con Giovanna Marini, realizza il suo primo spettacolo di canzoni popolari e la successiva ricerca nel campo delle tradizioni popolari. Nel 1977 entra a far parte, come voce solista, del Canzoniere del Lazio e con il quale incide tre dischi  “Morra”, “Miradas” ed un disco dal vivo nella Germania dell’est . 
Nel 2005 ha ricevuto il Premio Maria Carta.

## Discografia
- I falò di maggio - Corrado Sannucci FK.5005.B 1976
- Miradas, – Canzoniere del Lazio,  Cramps - LC0268 1977
- Canzoniere del Lazio – Italien, Canzoniere del Lazio, Veb – Amiga 8 45 142 1977
- Morra, Canzoniere Del Lazio Intingo ITLM 14503 1978
- Carnascialia - Canzoniere Del Lazio, Phonogram 6323750 1979
- Non devi dimenticare, Vinyl-LP RCA PL31238 - Italy - 1979  musiche di Ennio Morricone su poesie di Panagulis della raccolta Vi scrivo da un carcere in Grecia (Μέσα από φυλακή σας γράφω στην Ελλάδα) (RCA, 1979)
- Un cielo di stelle - Mario Schiano, Tommaso Vittorini, Cramps 207 306 1979
- D'Essai - Ernesto Bassignano, Hobby ZBOB 300 1983
- Musica per la libertà, Il Manifesto CD004 1996
- Tajrà II° vol, Caranas CARA002 2000
- Vent’anni e più di…, Il Manifesto CD091 2002
- De sa terra a su xelu, Cielozero TDS022001 X 2002
- De passione Josquin D’esprez, Odhecaton Assai 222222 MU750 2001
- Marenostrum, Pintadera PRS CD 006 2003
- Ritmi d’acqua, Ticonzero TCZ 005-1 2003
- Tracce di sacro, Condaghes CD 008 2003
- Sante e Sciamane, Condaghes. 2006
- Tribù italiche (world music), EDT WM 047 2006
- Buon compleanno Rosa, TDS 07005 CNT 2007
- Clara Murtas – boghes e coros, Rai Trade RTQ 0012, 2007
- Il nostro Gramsci, Ass.ni Gramsciane, 2011